# Muk
Muk es un término genérico alusivo a los platos coreanos hechos de almidón de cereales, judías o frutos secos, como el alforfón, el sésamo y la bellota, que tienen una consistencia parecida a la de la gelatina. Estos platos tienen poco sabor por sí mismos, de forma que los muk se condimentan con salsa de soja, aceite de sésamo, cebollino picado, gim desmigajada y guindilla en polvo, y se mezclan con diversas verduras.

## Tipos
Hay diversos tipos de muk:
- Dotorimuk, de almidón de bellota;
- Memilmuk, de alforfón;
- Nokdumuk, de frijol chino;
- Hwangpomuk (también norangmuk), de frijol chino y coloreado amarillo con tinte de gardenia;
- Kkaemuk (깨묵), de sésamo.

### Recetas conmuk

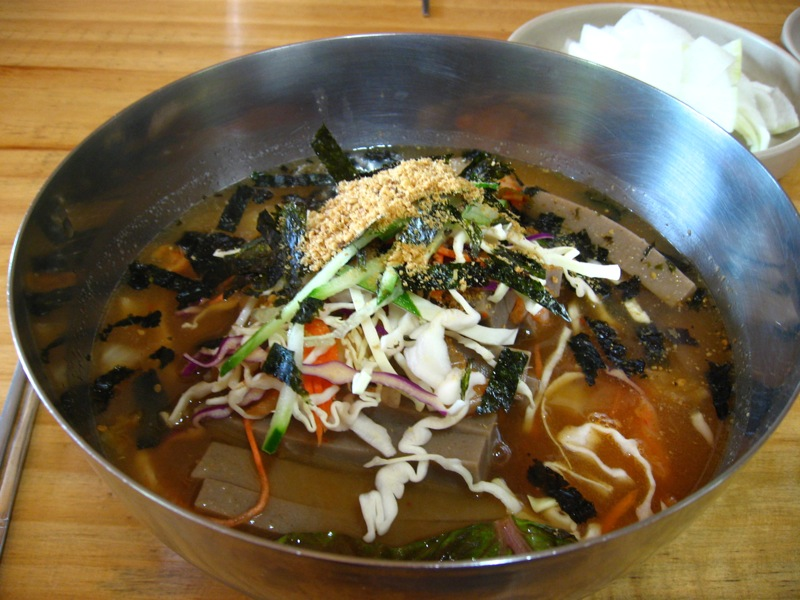
Memil muksabal.

- Mukmuchim (묵무침), muk condimentado con ganjang (salsa de soja coreana), aceite de sésamo o perilla, cebolleta picada fina, semilla de sésamo y polvo de guindilla. Puede mezclarse con pepino rallado o en rodajas y verduras de hoja picada, como lechuga, repollo o repollo napa. También puede servirse solo con gim (alga coreana) como guarnición.
  - Tangpyeongchae, hecho con nokdumuk cortado fino, ternera, verdura y algas.
- Mukbokkeum (묵볶음), muk salteado.
- Mukjangajji (묵장아찌), muk marinado en ganjang.
- Mukjeonyueo (묵전유어) o mukjeon (묵전), hecho friendo muk cortado que se recubre con almidón de frijol chino.
- Muksabal (묵사발) o también mukbap (묵밥), sopa fría hecha con muk y verdura cortada.